# Prefeito urbano
O prefeito urbano (em latim: præfectus urbanus ou præfectus urbis) foi o prefeito da cidade de Roma, e mais tarde também de Constantinopla. O ofício originou-se durante o Reino de Roma, continuou durante a República e Império e manteve alta importância na Antiguidade Tardia e depois no Império Bizantino. Como representante dos governantes de Roma (reis, cônsules e imperadores respectivamente), exerceu função quando eles se ausentaram da cidade. Suas funções variaram ao longo da história se tornando quase honorífico na república. Durante o Império Romano readquiriu muitas de suas antigas funções e recebeu muitas mais, das quais incluem o suprimento da população, o policiamento e combate a incêndios.
Aumentou em importância a medida que tornou-se mais comum a ausência dos imperadores da cidade, e na hierarquia imperial assumiu a mais alta posição, ficando atrás apenas dos prefeitos pretorianos. No Império Bizantino manteve o poder que adquiriu no Império Romano e é atestado até pelo menos o século XIII. Tal como sua contraparte romana, o prefeito urbano de Constantinopla foi tido como o mantenedor da capital imperial, estando em sua competência, além das antigas funções atribuídas em período imperial, a de nomear professores para a Universidade de Constantinopla. Segundo os registros que chegaram a nós, o prefeito urbano tinha sob seu comando grande número de oficiais que trabalharam em seu nome.

## História

### Reino e República

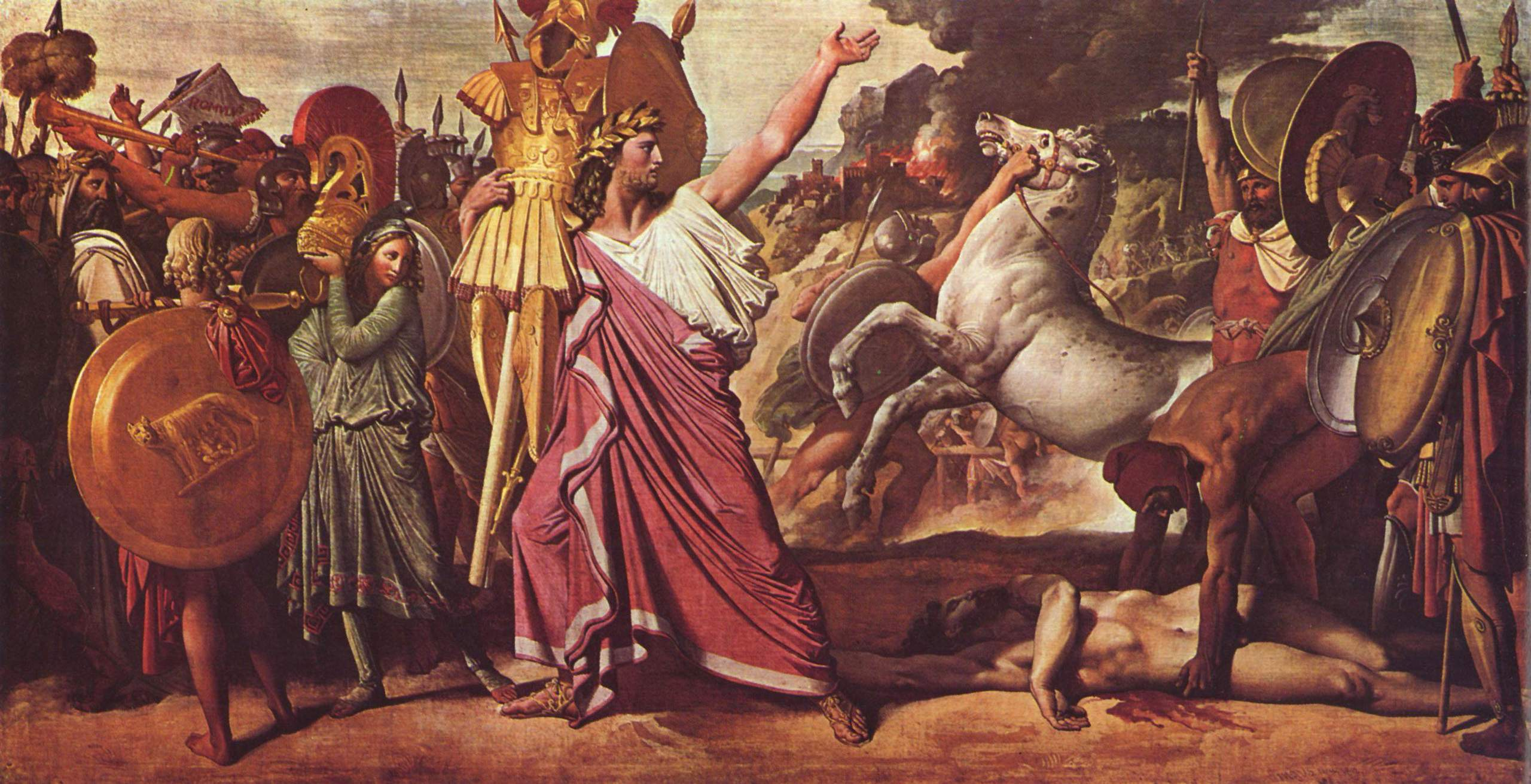
Rômulo transporta rico espólio para o templo de Júpiter,
Jean-Auguste Dominique Ingres, École des Beaux-Arts, Paris

Diversos historiadores antigos fizeram menções ao prefeito urbano: Tito Lívio menciona-o em sua narrativa do reinado de Tarquínio, o Soberbo e a primeira eleição de cônsules. Tácito e Dionísio de Halicarnasso dizem que assumia provisoriamente os poderes judiciais do rei quando este estava ausente da cidade; segundo eles, essa prática remontava ao reinado de Rômulo. Neste período o ofício era designado guardião da cidade (em latim: custos urbis), e possivelmente seu exercício era vitalício. Estava vinculado com o príncipe do senado e tinha como função nomear um dos dez primeiros (em latim: decem primi) como príncipe do senado. Ademais, na ausência do rei, atuava como seu representante, podendo convocar a assembleia da plebe (em latim: comitia populis) em emergências. Diz-se que Rômulo conferiu a dignidade a Denter Romúlio, Túlio Hostílio a Numa Márcio, e Tarquínio, o Soberbo a Espúrio Lucrécio.
Após a expulsão de Tarquínio em 510 a.C. e a criação da república em 509 a.C., o ofício de guardião da cidade permanece inalterado até 487 a.C. quando torna-se magistratura a ser conferida por eleição pela assembleia curial. Foi ofício ao qual apenas cônsules eram elegíveis e, até o momento do Decenvirato, todos os prefeitos citados foram antes cônsules. Nos primeiros anos da república, quando os cônsules se ausentavam, o prefeito exercia dentro da cidade todos os poderes deles: convocava o senado, presidia a assembleia e, na guerra, recrutava legiões civis sob seu comando. Tal papel deixa de ser necessário após a criação da magistratura do pretor urbano, que garante a administração de Roma na ausência dos cônsules.
A ausência dos magistrados em Roma podia também ocorrer num caso particular: nas Férias Latinas. Todos os juízes se reuniam nos montes Albanos para 4 dias de celebrações, enquanto um jovem patrício ficava guardando Roma com o título de prefeito urbano dos Feriados Latinos (preafectus urbi feriarum latinarum). Inscrições em latim testemunham este papel menor, fornecido no início da carreira pública, antes do vigintivirato ou antes do questor. Essa função marginal como prefeito das Férias Latinas continuou a existir no império.

### Período imperial

#### Roma

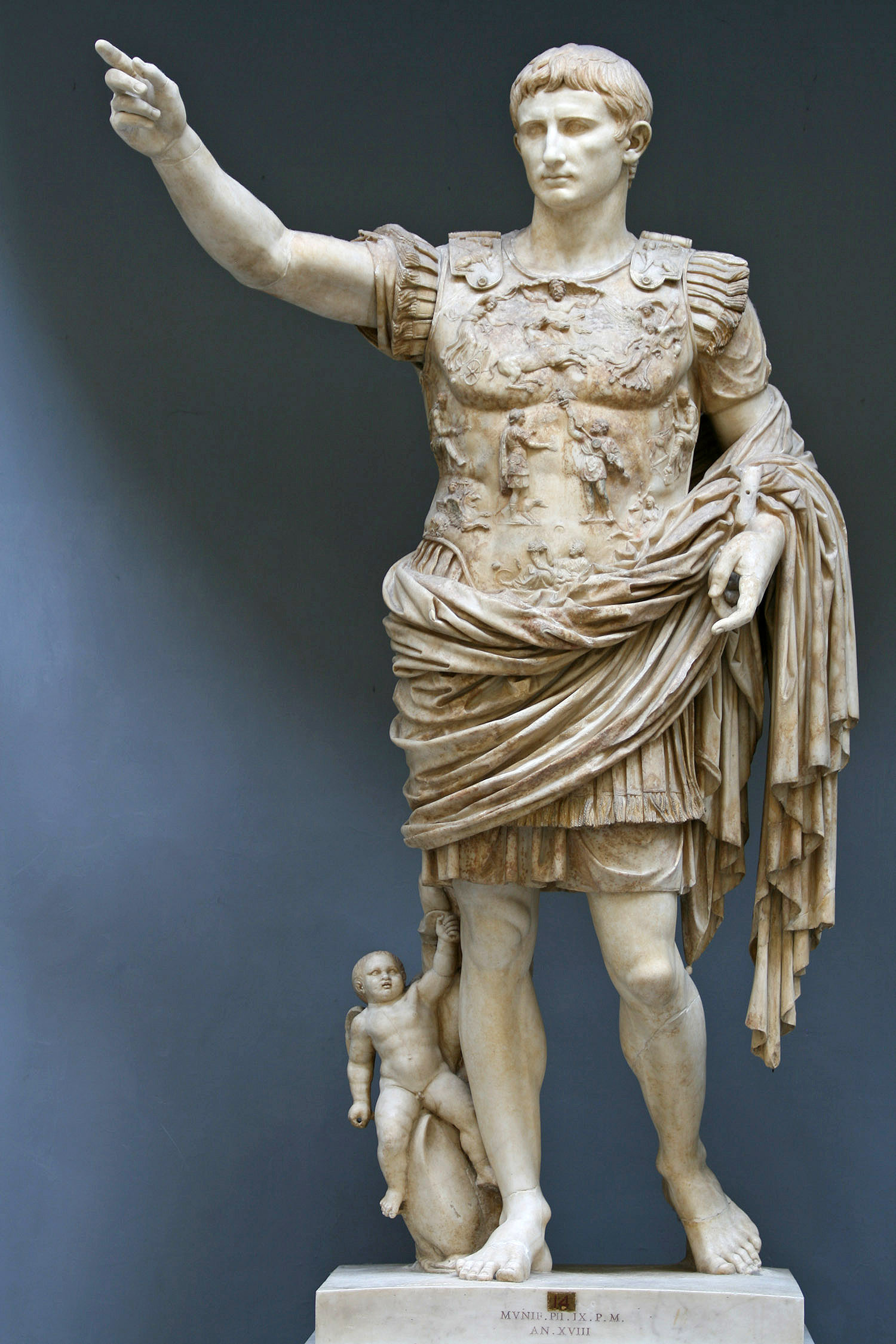
Augusto de Prima Porta
Estátua do imperador Augusto (r. –), nos Museus Vaticanos

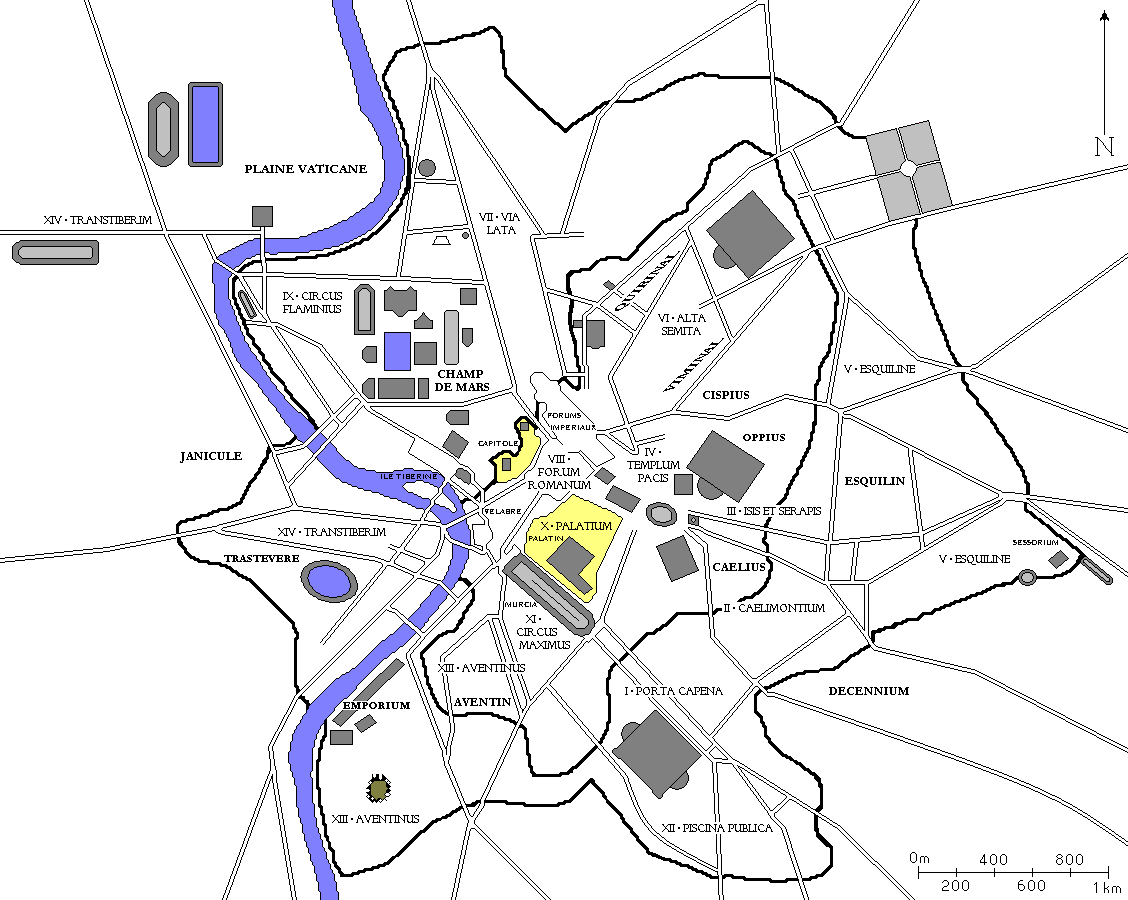
Planta de Roma

Quando o primeiro imperador Augusto (r. 27 a.C.–14 d.C.) transformou a República Romana no Império Romano em 27 a.C., reformou o ofício de prefeito por sugestão de seu ministro e amigo Mecenas. Novamente elevado a uma magistratura, Augusto garante-lhe todos os poderes necessários para gerir a ordem dentro da cidade. Os poderes do ofício também estenderam-se além de Roma em si, para os portos de Óstia e o Porto Romano, bem como uma zona de 100 milhas romanas (c. 140 km) em torno da cidade. Para permitir o prefeito exercer sua autoridade, os coortes urbanos, a força policial local, e o vigilantes noturnos (vigias) sob o prefeito deles (prefeito dos vigias), foram colocados sob sua autoridade.
Nesta época, o prefeito era um senador no fim da carreira, geralmente um ex-procônsul da África ou Ásia, nomeado para este cargo pelo imperador por sua experiência administrativa (a História Augusta, que é um fonte incerta, afirma que Alexandre Severo deu ao senado poder para propor um candidato). Em 26 a.C., quando Augusto ausentou-se de Roma, Marco Valério Messala Corvino foi nomeado como prefeito urbano, sendo ele o primeiro a exercer tal função durante o império. Mais tarde renunciaria e seria substituído por Tito Estacílio Tauro. A partir de 13 a.C. as nomeações ocorreram esporadicamente, mas em 27 d.C., quando Tibério ausentou-se de Roma, o prefeito tornou-se permanente.
Agindo como um prefeito virtual de Roma, o prefeito foi um superintendente de todas as guildas e corporações (collegia), mantendo a responsabilidade (via o prefeito das provisões) da provisão da cidade com cereais do exterior, a supervisão dos oficiais responsáveis pela drenagem do Tibre e a manutenção dos sistema de esgoto e suprimento de água, bem como seus monumentos. O fornecimento da grande população com o subsídio de grão foi especialmente importante; quando o prefeito não conseguia garantir o suprimento adequado, revoltas frequentemente ocorriam. O prefeito também teve o dever de publicar as leis promulgadas pelo imperador e, como tal, adquiriu uma jurisdição legal. Assim, gradualmente o prefeito urbano readquiriu suas antigas funções, que com o tempo haviam sido distribuídas entre os pretores urbanos, cônsules e edis.
Ele pratica a justiça num tribunal de exceção para qualquer coisa que pudesse ameaçar a ordem pública, até casos graves submetidos ao prefeito das provisões, o prefeito dos vigias e os magistrados inferiores. Tendo no início um papel secundário, este tribunal torna-se, a partir da dinastia severa, o principal tribunal de justiça criminal da cidade e da Itália e, no século III, passa a responder, por delegação imperial, aos apelos ao imperador em causas civis Tinha jurisdição sobre qualquer pessoa, desde senador a escravo, e aplicava o procedimento de inquisição excepcional (cognitio extra ordinem), comumente aplicado nas províncias, mas novo para Roma. O prefeito da cidade conduziu o processo sem promotor ou juiz, realizou o interrogatório e aceitou denúncias. Também podia condenar o réu ao deportatio in insulam. O acusado não podia defender-se sem a autorização do prefeito. Ele retornou ou presidiu o julgamento a seu critério, depois de eventual consulta a seus assessores.
A divisão da Itália em províncias sob Diocleciano (r. 284–305) teve o efeito de reduzir o âmbito de 100 milhas ao redor de Roma que definiam a competência territorial do prefeito da cidade. Em contraste, a dissolução por Constantino (r. 306–337) em 312 dos coortes pretorianos deixou o prefeito como único dono de uma força armada e único responsável pela polícia da cidade. A partir de 315, o prefeito da cidade substituiu os antigos magistrados obsoletos para presidir o senado, exceto no caso da presença cada vez mais rara em Roma do imperador ou do cônsul ordinário. O prefeito também recebeu a direção da chancelaria senatorial e, portanto, foi responsável pelas comunicações oficiais entre o senado e o imperador. Em 331, Constantino ampliou os poderes do prefeito pretoriano, e subordinou a ele o prefeito dos vigias, o prefeito das provisões, o curador da água e outras curadorias, concentrando assim todos os principais serviços urbanos nas mãos do prefeito.

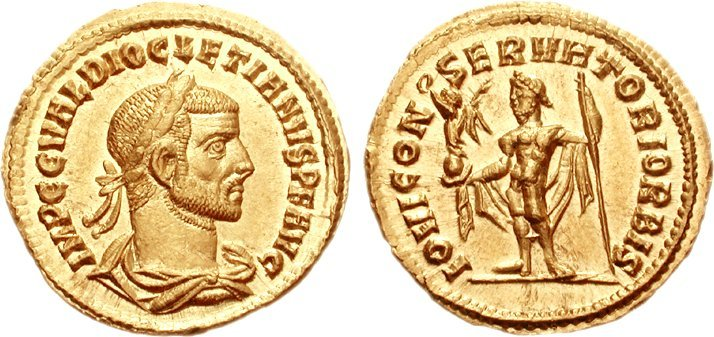
Áureo de Diocleciano r.

Ele dirigiu no século IV, sobretudo após reforma entre 368 e 379, uma importante multidão de funcionários; Chastagnol avalia que eram 1 000 funcionários e 4 000 policiais e bombeiros, substituindo as 3 coortes urbanos e as 7 coortes de vigias. Suas competências administrativas na cidade eram inúmeras: manutenção da ordem pública; controle da educação e bibliotecas; organização do estado-civil; controle de pesos e medidas; direção das obras públicas; organização do abastecimento, abarcando o armazenamento e transporte de cereais de Óstia e do Porto Romano aos hórreos, e distribuição de óleo, carne de porco e vinho. O prefeito sobreviveu à queda do Império Romano do Ocidente, e permaneceu ativo sob o Reino Ostrogótico bem como após a reconquista bizantina. O último prefeito de Roma, um oficial chamado João, é atestado em 599. No Ocidente a última menção do prefeito ocorreu tão tarde quanto 879.

#### Constantinopla

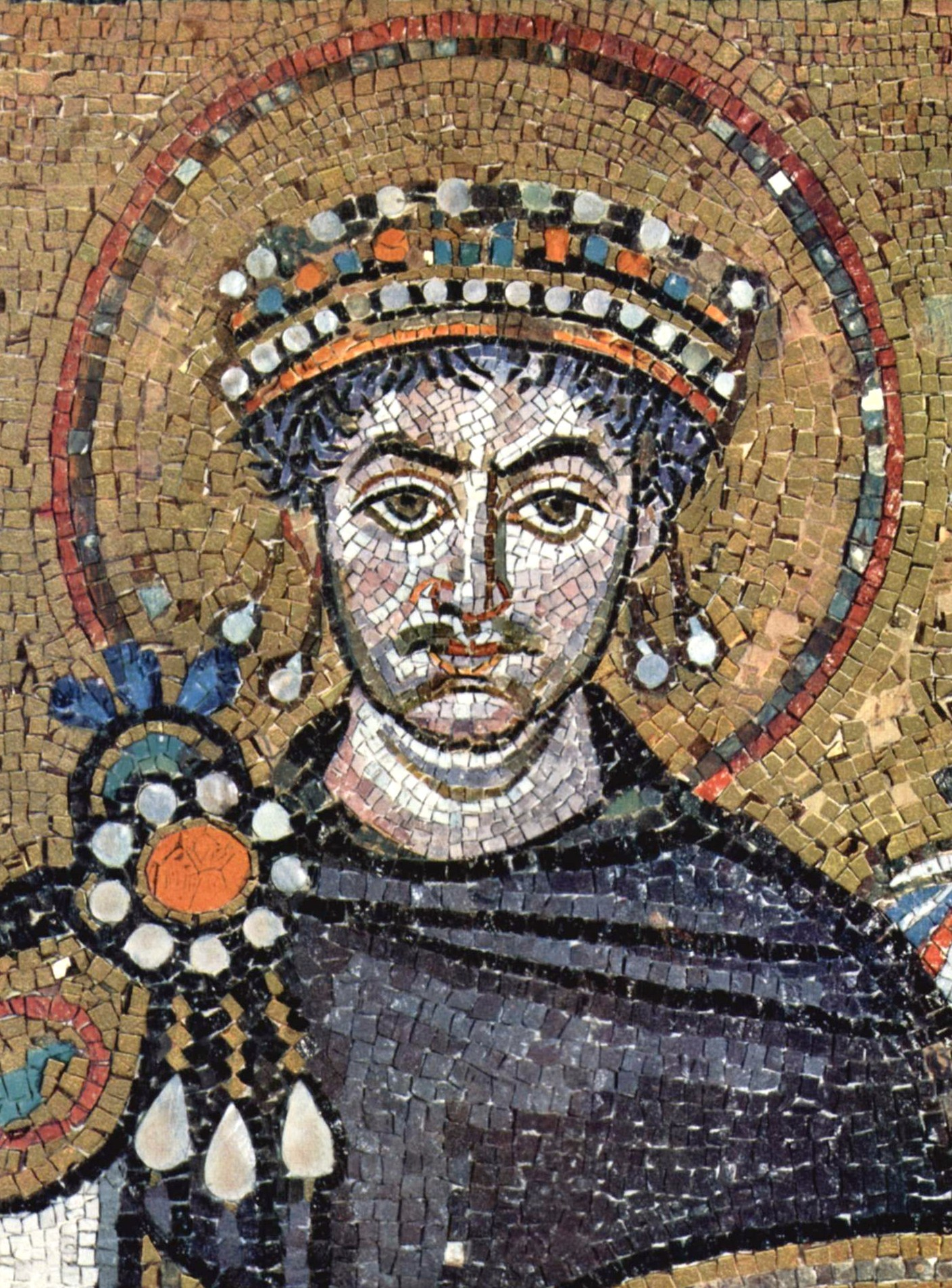
Imperador Justiniano r.
Detalhe de um dos mosaicos da Basílica de São Vital

Planta de Constantinopla

Quando Constantino nomea Constantinopla a capital do Império Romano, também estabeleceu um procônsul para supervisioná-la. No final dos anos 350, Constâncio II (r. 337–361) expandiu o senado local e definiu-o como igual ao de Roma. Do mesmo modo, em 11 de setembro ou 11 de dezembro de 359, à Constantinopla foi também garantido um prefeito urbano, comumente conhecido como eparca a partir de seu título grego (em grego: ὁ ἔπαρχος τῆς πόλεως; romaniz.: ho eparchos tēs poleōs), que era um dos principais tenentes do imperador: como sua contraparte romana, era membro da mais alta classe senatorial, a ilustre (illustris), e veio imediatamente após os prefeitos pretorianos na hierarquia imperial. Como tal, o ofício possuiu grande prestígio e extensiva autoridade, e foi um dos poucos alto ofícios do Estado que não poderia ser ocupado por um eunuco. Também era o chefe formal do senado, presidindo sobre suas reuniões. Assim, a nomeação do prefeito tinha de ser formalmente ratificada pelo senado, e ao contrário das outras posições administrativas seniores do Estado (prefeitos pretorianos e vigários diocesanos) como suas conotações militares, as origens antigas e puramente civis do ofício foram enfatizadas pela uso da toga como traje cerimonial.
Era o único responsável pela administração da cidade de Constantinopla e suas áreas imediatas. Suas tarefas eram variadas, que vão desde a manutenção da ordem ao regulação e supervisão de todas as guildas, corporações e instituições públicas. A polícia da cidade, os taxiotas (em grego: ταξιῶται; romaniz.: taxiōtai) veio sob autoridade do prefeito, e a cadeia da cidade estava localizada no porão de sua residência oficial, o pretório (em latim: praetorium), localizado diante do Fórum de Constantino. Tal como o prefeito de Roma, a guarda noturna veio sob um prefeito subordinado, o prefeito noturno (em grego: νυκτέπαρχος; romaniz.: nykteparchos). Na década de 530, certa autoridade ao policiamento e regulação da cidade passou para 2 ofícios novos, criados por Justiniano (r. 527–565). Em 535, o pretor da plebe (em grego: πραίτωρ τῶν δήμων; romaniz.: praitōr ton demoi; em latim: praetor plebis), que comandou 20 soldados e 30 bombeiros, foi colocado no comando do policiamento e combate a incêndios, enquanto em 539, o ofício de quesitor (em grego: κοιαισίτωρ; romaniz.: quaesitor) foi estabelecido com a tarefa de limitar a imigração descontrolada das províncias à cidade, supervisando costumes públicos e perseguindo agressores sexuais e hereges.
No período bizantino médio (século VII-XII), era tido como juiz supremo na capital após o imperador. Seu papel na vida econômica da cidade foi também de grande relevância. O Livro do Prefeito do século X estipula vários papeis das várias guildas que estavam sob autoridade do prefeito. Também foi responsável pela nomeação dos professores da Universidade de Constantinopla e pela distribuição do subsídio de cereais da cidade. Segundo o Cletorológio do final do século IX, seus dois principais assessores foram o símpono e o logóteta do pretório. Além disso, havia os gitoniarcas (em grego: γειτονιάρχαι; romaniz.: geitoniarchai, os antigos curadores regionais (curatores regionum) e juízes (em grego: κριται; romaniz.: kritai) dos distritos (em latim: regiones; em grego: ρεγεῶναι; romaniz.: regeōnai), o paratalassita, vários inspetores chamados epóptas (em grego: επόπται; romaniz.: epóptai), os chefes das guildas chamados exarcos (em grego: εξαρχοι; romaniz.: exarchoi) e os bulotas.
O ofício continuou até o começo do século XIII com suas funções e autoridade relativamente intactos, e pode possivelmente ter sobrevivido no Império Latino seguindo a captura da cidade na Quarta Cruzada em 1204, sendo igualado em latim com o castelano (castellanus) da cidade. Após a reconquista da cidade pelos bizantinos, contudo, o ofício de eparca foi substituído ao longo do período Paleólogo (1261–1453) por vários cefalaticeões (kephalatikeuontes; sing. em grego: κεφαλατικεύων; romaniz.: kephalatikeuōn; carrasco), que supervisionaram cada um dos distritos na capital agora muito menos populosa.